# 김범진 (축구 선수)
김범진(한국 한자: 金汎珍, 1997년 2월 19일 ~ )은 대한민국의 축구 선수로서 포지션은 미드필더이다. 현 K리그2 전남드래곤즈에서 뛰고 있다.